# Talp musaranya xinès
El talp musaranya xinès (Uropsilus soricipes) és una espècie de mamífer de la família dels tàlpids. És endèmic de la Xina. El seu hàbitat natural són els boscos temperats.